# Алексије Цариградски
Патријарх Алексије Студит ( - 20. фебруара 1043) је био цариградски патријарх у периоду од 1025-1043. године.
Алексије је био монах а потом игуман Студитског манастира, због чега је и добио надимак Студит. На молбу умирућег цара Василија II, донели су му главу Јована Крститеља, која се чувала у манастиру, на целивање, а захвални Василије II поставио је Алексија на патријаршијски трон. На дан смрти Василија II (15. децембра 1025. године) Алексије је постављен за цариградског патријарха.
Вешто маневришући између дворских фракција, Алексије је задржао свој чин током каснијих честих промена владара. Године 1028, цар Константин VIII, брат и наследник Василија II, именовао је за свог наследника Романа Аргира, ожењеног човека и такође рођака владајуће династије, чиме је одредио венчање потоњег са принцезом Зоом. Алексије Студит је пронашао изговор за раскид Романовог претходног брака и одредио осми степен везе између Романа и Зоје, што је омогућило крунисање њихове заједнице. У знак захвалности, Роман је, ступивши на престо, годишње давао 80 литара (око 25 кг) злата за потребе цркве Свете Софије. Када је Роман убијен уз саучесништво и евентуално учешће Зоје, Алексије Студит је већ следећег дана након убиства удао удовицу за њеног љубавника Михаила IV (1034), за шта је добио још 100 литара злата на поклон.
Упркос помоћи коју је пружио Михаилу IV и Зои, Алексије је замало постао жртва интрига њиховог свемоћног министра Јована Ортанотрота. Уз подршку овог другог, неколико незадовољних митрополита је 1037. године изразило сумњу у каноничност Алексијевог постављања за патријарха. Као одговор, Алексије је изразио спремност да напусти столицу под условом да свргне све епископе које је именовао током 12 година патријаршије и изопшти три цара које је помазао у царство. Такав предлог није могао бити прихваћен, а Алексије Студит је задржао звање патријарха.
Током кратке владавине Михаила V, нећака Михаила IV којег је Зоја усвојила, Алексије Студит је свргнут и прогнан у манастир под оптужбом за заверу. У априлу 1042. године, када је у Цариграду почео устанак против Михаила V, Алексије се вратио у град, учествовао у свргавању цара и крунисао на престо монахињу Теодору, Зојину сестру. Заједничка владавина Теодоре и Зоје, који су се вратили из изгнанства, који су се мрзели, завршила се Теодориним повратком у манастир и Зојиним новим браком са Константином IX Мономахом. Овога пута патријарх није лично крунисао владајући пар, већ је само крунисао новог цара. Следеће 1043. године умире Алексије Студит, а његова имовина (око 800 кг злата) је конфискована у ризницу.
Алексије Студит је за време своје патријаршије иницирао неколико саборних указа, укључујући забрану преноса манастирских имања на мирјане (новембар 1027), жалбу монаха и свештенства световном суду (јануар 1028), а такође и ублажавање брачних норми (брак у седми степен сродства је проглашен незаконитим, али не подлеже престанку). Патријарх је 1034. године основао нови манастир у околини Цариграда у част Успења Пресвете Богородице (тзв. „Цир Алексије“), за који је написао повељу по узору на Студијски. Ова повеља, названа Студио-Алексијевски типик, позната је у неколико словенских спискова и важан је канонски споменик.